# Angelo Fulgini
Angelo Fulgini (Abiyán, Costa de Marfil, 20 de agosto de 1996) es un futbolista francés que juega de centrocampista en el R. C. Lens de la Ligue 1.

## Selección nacional
Fulgini fue internacional sub-17, sub-18, sub-19, sub-20 y sub-21 con la selección de fútbol de Francia.

## Clubes
| Club                | País     | Año       |
| ------------------- | -------- | --------- |
| Valenciennes F. C.  | Francia  | 2015-2017 |
| Angers S. C. O.     | Francia  | 2017-2022 |
| 1. FSV Maguncia 05  | Alemania | 2022-     |
| R. C. Lens (cedido) | Francia  | 2023-     |